# Michael Lundholm
Lars Michael Lundholm, född 26 maj 1959 i Järfälla församling, är en svensk nationalekonom och politiker; 1996–2001 universitetslektor i nationalekonomi och 2010–2024 professor i nationalekonomi vid Stockholms universitet samt sedan 2020 ledamot av styrelsen för Fulbright Sweden (Nämnden för svenskt-amerikanskt forskarutbyte).
Lundholm utbildade sig efter värnpliktstjänstgöringen till reservofficer och var löjtnant respektive kapten vid Livgrenadjärregementet I4/Fo41 1981–1997 och kapten vid Svea Livgarde 1998–2006. Efter studier, främst i nationalekonomi och statistik, vid Uppsala universitet och London School of Economics, blev han filosofie kandidat i nationalekonomi och statistik vid Uppsala universitet 1986, filosofie licentiat i nationalekonomi vid Uppsala universitet 1991, filosofie doktor i nationalekonomi vid Uppsala universitet 1992 samt docent i nationalekonomi vid Uppsala universitet 1996. Vid disputationen försvarade han doktorsavhandlingen Four essays in public economics.
Efter disputationen arbetade Lundholm som politiskt sakkunnig vid Statsrådsberedningen 1992–1994 med samordningsansvar för främst ekonomiska frågor, som forskningssekreterare och chef for Nordiska ekonomiska forskningsrådet 1994–1996 samt från 1996 vid Stockholms universitet.  Michael Lundholm var 2013–2014 statssekreterare hos Anders Borg på Finansdepartementet med ansvar för främst skatte- och tullfrågor. Under perioden på Finansdepartementet var han suppleant i guvernörstyrelsen för International Monetary Fund (IMF), suppleant i guvernörstyrelsen för European Bank of Reconstraction and Development (EBRD) samt svensk representant i Working Party 3, Organisationen för ekonomiskt samarbete och utveckling, OECD. Michael Lundholm var 2011–2013 ledamot av Skatteverkets insynsråd, 2014-2022 vice ordförande i Riksbanksfullmäktige samt från 2020 styrelseledamot i Fulbright Commission Sweden.
Som politiker var Lundholm ordförande i Föreningen Heimdal 1983–1984, vice ordförande i Fria Moderata Studentförbundet 1984–1987 och sedan förbundsordförande 1987–1988.
Michael Lundholm är fritidssläktforskare och har bland annat varit ledamot av förbundsstyrelsen i Sveriges Släktforskarförbund (2006–2008). Han var 2004 med om att grunda Svenska Genealogiska Samfundet och var samfundets ordförande 2004–2007. Han är redaktör för Svensk Genealogisk Tidskrift (årgångarna 2008–2012, 2016–) samt teknisk redaktör för Släkthistoriska Studier (2024–). Sedan 2015 är Lundholm styrelseledamot och sedan 2025 ordförande i Genealogiska Föreningen och ledamot av Svenska nationalkommittén för genealogi och heraldik. Lundholm är författare till bland annat boken ”Källkritik och källhänvisningar” (Solna 2016). Han har även publicerat släktforskning och personhistoria i bland annat Släkt och Hävd, Svensk Genealogisk Tidskrift, Släktforskarnas årsbok, Släkthistoriska Studier och Svenskt kvinnobiografiskt lexikon. Han tilldelades 2018 Victor Örnbergs hederspris för sina insatser inom den svenska släktforskarrörelsen.

## Släktforskarbiografi (urval)
- 2005 – Släkten Fotmeijer (tillsammans med Anita Stolt), Släktforskarnas årsbok 2005, s. 139–170.
- 2007 – Släkten Fruncks äldre led, Släktforskarnas årsbok 2007, s. 161–206.
- 2008 – Var Nils Isaksson (Halvhjort till Älmtaryd) far till Katarina Isaksdotter?, Svensk Genealogisk Tidskrift 2008:1, s. 40–51.
- 2008 – Är Knapp Rolig?, Släkt och Hävd Jubileumsskrift 2008, s. 106–112.
- 2009 – Smedsläkten Rolig, Svensk Genealogisk Tidskrift 2009:2, s. 95–105
- 2009 – Pontus Möller 1921–2009, Svensk Genealogisk Tidskrift 2009:2, s. 106–107.
- 2011 – Bonden Anders Larsson i Harbro, Björnlunda, Släktforskarnas årsbok 2011, s. 191–218.
- 2012 – Kring prästsläkten Bjurling från Harbro i Björnunda, Släkt och Hävd 2012:1, s. 6–17.
- 2012 – Bidrag till släkten Fruncks äldre led, Släktforskarnas årsbok 2012, s. 263–300.
- 2014 – »Besitter en gammal tienare Isack Bem sitt hemman Sundh i Löfstad sochen frijtt ...« Ståthållaren Isak Behm och hans släktkrets, Svensk Genealogisk Tidskrift 2014:2, s. 65–108.
- 2014 – Källkritiska kommentarer till Viktor Behms släktböcker, Svensk Genealogisk Tidskrift 2014:1, s. 45–54.
- 2015 – »Fattighjonet förre pastorn Johan August Ahlstedt«, Släkt och Hävd 2015:3, sid 194–204.
- 2016 – Källhänvisningar i DISGEN 2016, Diskulogen 114, s. 23–29.
- 2016 – Källkritik och Källhänvisningar. Handbok 11, Sveriges släktforskarförbund. ISBN 978-91-88341-02-0.
- 2016 – »... sådana möbler och persedlar ... som i synnerhet höra till kyrkans prydnad och skrud«. Om Harbro donation till Björnlunda kyrka, Svensk Genealogisk Tidskrift 2016:1, s. 21–32.
- 2016 – Carl Szabad (1947-2015) in memoriam, (tillsammans med Jan Appelquist, Ulf Berggren, Eva Dahlberg, Urban Sikeborg, Håkan Skogsjö och Elisabeth Thorsell), Släkt och Hävd 2016:1, s. 27—30.
- 2016 – Per Alrik Andersson Furtenbach (1860–1942). Bokslut över en tjuv, Svensk Genealogisk Tidskrift 2016:2, s. 109–118.
- 2016 – Hans Gillingstam (1925—2016) in memoriam, Släkt och Hävd 2016:1, s. 31–32.
- 2017 – Om »Frunk« som båtsmansnamn, Svensk Genealogisk Tidskrift 2017:2, s. 127–144.
- 2017 – Lars Johansson Behm i Bröten, Vika (1704–1790) – ett identifikationsproblem inom Gävle-släkten Behm, Släkt och Hävd 2017:4, s. 231–239.
- 2018 – Genealogiska Föreningen 85 år: 1933–2018, Släkt och Hävd 2018:4, s. 1–52.
- 2018 – Om »Frunk« som soldatnamn, Svensk Genealogisk Tidskrift 2018:1, s. 41–56.
- 2018 – »På egna och Behmiska Arfwingarnas wägnar«: Bidrag till Isak Behms stamtavla, Släktforskarnas årsbok 2018, s. 157–175.
- 2019 – Gustaf Elgenstiernas ättartavlor, Svensk Genealogisk Tidskrift 2019:2, s. 115–130.
- 2019 – Målaren Lars Anders Behm i Nora stad (1703–1759) – ytterligare ett identifikationsproblem inom Gävle– släkten Behm, Släkt och Hävd 2019:2, s. 206–217.
- 2020 – Ella Bertha Amalia Heckscher 1882-05-12 – 1964-06-24. Släktforskare, föreläsare, pionjär, www.skbl.se/sv/artikel/EllaBerthaAmaliaHeckscher, Svenskt kvinnobiografiskt lexikon.
- 2020 – Släkten Behm från Gävle – dess historiografi och äldsta led i ljuset av ny forskning, Släktforskarnas årsbok 2020, s. 259–321.
- 2020 – Mässingsbruksarbetarsläkten Kohn, Släkt och Hävd 2020:1, s. 270–84.
- 2020 – Om kronovägaren och postmästaren i Avesta Olof Avelins äktenskap, Släkt och Hävd 2020:2, s. 34–44.
- 2022 – Fastighets- och ägargenealogier i Harbro by, Björnlunda socken i Daga härad, Släkthistoriska studier 2022:104.  DOI: https://doi.org/10.55797/pxi706.
- 2022 – Länen, socknarna och släktforskarna: Om administrativa indelningar och platsangivelser, Släktforskarnas årsbok 2022, s. 101–117.
- 2022 – »... protesterandes emot all lagfart ... emedan han skal wara närmast den samma att börda«: En bördsrättstvist 1695–1722 om Harbro Nedergård i Björnlunda socken, Daga härad, Släkt och Hävd 2022:2, s. 34–47.
- 2023 – Om Sara och Germund i Knappnäring, Släkt och Hävd 2023:1, s. 98–108.
- 2023 – En, två, tre eller fyra släkter Callmander? Eller fem? (tillsammans med Chris Bingefors), Släkthistoriska Studier 2023:201. DOI: https://doi.org/10.55797/qtz253.
- 2023 – Om arvskiftet efter Auda Renner 1711. Några kommentarer om syskonbarn, bakarv och istadarätt, Släkt och Hävd 2023:3, s. 214–217.
- 2023 – Konsekvenser av 1600-talets ränteavsöndringar på skattehemmanens jordnatur och ägarförhållanden. En studie baserad på jordeböcker och häradsrättsprotokoll från Daga härad i Södermanland, Släktforskarnas årsbok 2023, s. 204–235.

## Utmärkelser
- 1997 – LivRegMM
- 2006 – FMresoffGM
- 2018 – Victor Örnbergs hederspris
- 2020 – GMnor